# Honda RS 850 R
De Honda RS 850 R was de eerste conventionele V4-viertaktracemotor van het merk Honda geproduceerd door de Honda Racing Corporation voor races waarin professionele racemotoren deelnamen. Feitelijk was de RS850 V4 de omgeconfigureerde opvolger van de legendarische vier-in-lijn-RCB-racer, die in de basis was opgebouwd uit de CB750 OHC-in-lijn- en later de CB750/900 Bol d'Or-straatversies, getuned door Honda's toenmalige raceafdeling RSC.
Het model was deels gebaseerd was op de techniek van de VF 1000 R-wegmotor, met door tandwielen aangedreven nokkenassen in een semi-rijwielgedeelte van de Honda VF 750 F.
De motor werd ingezet gedurende de jaren tachtig van de 20e eeuw in het Formule TT-FI-motorracekampioenschap, een door de FIM officieel erkende competitie. De befaamdste races werden gehouden op de TT-circuits van het eiland Man. Rijders als Joey Dunlop gingen de strijd aan met tweetaktracemotoren van onder andere Yamaha en Suzuki. Joey Dunlop won in 1983 met de RS 850 R de TT-race op het eiland Man en brak het baanrecord met zijn nieuwe RS 850. Later reden ook Freddie Spencer, Wayne Gardner, Roger Marshall, Mat Oxley, Vesa Kultalahti en Howard Lees met de RS 850 R.
Medio 1985 viel het doek voor de viertakt-RS-serie om opgevolgd te worden door een afgeleide van de later in '86 geïntroduceerde legendarische street-legal-wegmotor VFR-750F. Ter homologatie werd de VFR-750R (met interne fabriekscode RC-30) geproduceerd, die met de hand gemaakt werd en die een street-legal-afgeleide van de productieracer RVF-750 was. Een aantal belangrijke veranderingen ten opzichte van zijn voorganger, de RS750, waren een geheel nieuw, robuust, lichtmetalen twin-sparframe (opnieuw met door tandwielen aangedreven nokkenassen), een 4-in-2-in-1-uitlaatsysteem en een herziene krukas. Een verbeterde stroomlijn en magnesiumwielen deden ook hun intrede. De RVF/RC was een enorm succesvolle machine en won onder meer de 24-uurs Bol d'Or en 8-uurs Suzuka-endurancewedstrijden, evenals vele andere spraakmakende endurance- en TT-F1-races. Jarenlang heeft het snelheidsrecord op de Nürburgring Nordschleife op naam gestaan van de Duitse coureur Helmut Dähne op 7:49,71 min. over 20,832 km, met een snelheidsgemiddelde van 159,7 km/h in de klasse Zuverlässigkeitsfahrten met een door hemzelf geprepareerde, street-legal-RC-30. Dit werd het 'eeuwrecord', omdat deze klasse in 1994 verdween.